# Ołeksandr Kundienok
Ołeksandr Mykołajowycz Kundienok (ukr. Олександр Миколайович Кундєнок, ros. Александр Николаевич Кунденок, Aleksandr Nikołajewicz Kundienok; ur. 11 listopada 1973, Rosyjska FSRR) – ukraiński piłkarz, grający na pozycji pomocnika, trener piłkarski.

## Kariera piłkarska

### Kariera klubowa
Karierę piłkarską rozpoczął w Tawrii Symferopol, w której występował przez 10 lat razem ze swoim bratem Hennadijem. Wiosną 1992 grał w Polissia Żytomierz, a w sezonie 1992/93 bronił barw farm klubu Tytan Armiańsk. Na początku 2002 został zaproszony do Metalista Charków. Latem 2002 razem z bratem został piłkarzem nowo utworzonego PFK Sewastopol. Na początku 2003 przeszedł do uzbeckiego Navbahor Namangan, a latem do Prykarpattia Iwano-Frankowsk, w którym wiosną występował jego brat. Zimą 2004 przeniósł się do klubu Krymtepłycia Mołodiżne, w którym w 2005 z bratem zakończył karierę piłkarską.

### Kariera trenerska
Po zakończeniu kariery piłkarskiej trenował dzieci w SDJuSzOR Tawrija w Symferopolu.

## Sukcesy i odznaczenia

### Sukcesy klubowe
- finalista Pucharu Ukrainy: 1994
- półfinalista Pucharu Ukrainy: 1995
- wicemistrz Drugiej lihi Ukrainy: 2005
- brązowy medalista Drugiej lihi Ukrainy: 2004